# طب إصلاحي
الطب الإصلاحي هو فرع من فروع الطب يعتني فيه الأطباء المعالجون بالأشخاص الموجودين في السجون أو المعتقلات.

## معلومات تاريخية
قبل عام 1775، كان من النادر استخدام السجن كعقوبة ضد الجرائم. ومع ذلك، ومنذ هذا التاريخ، زادت معدلات الحبس أضعافًا مضاعفة، مما خلق الحاجة إلى عمل الأطباء في مؤسسات الإصلاح. بدأ الطب الإصلاحي، في أكثر أشكاله بدائية، في العصر الفكتورى بإنجلترا، في إطار الإصلاحات الصحية التي كان يرعاها جون هوارد (John Howard) الثري الزاهد الورع المحب للخير ومعاونه الثري الذي كان عضوًا في جمعية الأصدقاء الدينية وطبيبًا معالجًا وهو جون فوثرجيل (John Fothergill).
من ضمن التطورات الأخرى المبكرة في تاريخ الطب الإصلاحى، عمل لويس رينيه فيليرميه (Louis-René Villermé) (في الفترة من 1782 إلى 1863)، وهو طبيب ورائد أخصائي في حفظ الصحة أصدر دراسة باسم في السجون (Des Prisons) تمت طباعتها عام 1820. وقد كانت أعمال فيليرميه وعدد من الأطباء الفرنسيين الآخرين مصدر إلهام لرواد الصحة العامة في ألمانيا وأمريكا وبريطانيا وكانت حافزًا على إصلاح أحوال السجناء في أماكن احتجازهم.

## في العصر الحديث
في السبعينيات من القرن العشرين، أدى تدخل المحاكم الفيدرالية على نطاق واسع إلى تحسين ظروف الحبس، بما في ذلك خدمات الرعاية الصحية والأحوال الصحية العامة، مما حفز على الاستثمار في الكوادر والمعدات الطبية والمنشآت اللازمة لتحسين جودة السجون وتنظيم الخدمات الطبية فيها.
جمعية أطباء الإصلاح والتأهيل  هي مؤسسة غير ربحية تم تأسيسها في أغسطس 1992 كجمعية وطنية تعليمية علمية للنهوض بالطب الإصلاحي.
المنشورات:
 The Public Health Model of Correctional Health Care
 Victorian Prison Lives—English Prison Biography
 American Prisons—A History of Good Intentions
1. ↑  The Public Health Model of Correctional Health Care, Sheriff Michael Ashe, Jr., and Dr. Thomas Conklin. Hampden County Correctional Center. Ludlow, MA
2. ↑  Priestley, P. Victorian Prison Lives—English Prison Biography, 1820-1914. London, Methuen & Co., 1985
3. ↑  McKelvey B; American Prisons—A History of Good Intentions. Montclair, NJ, Patterson Smith Publishing, 1977.